# بهرمان (گوهرسنگ)

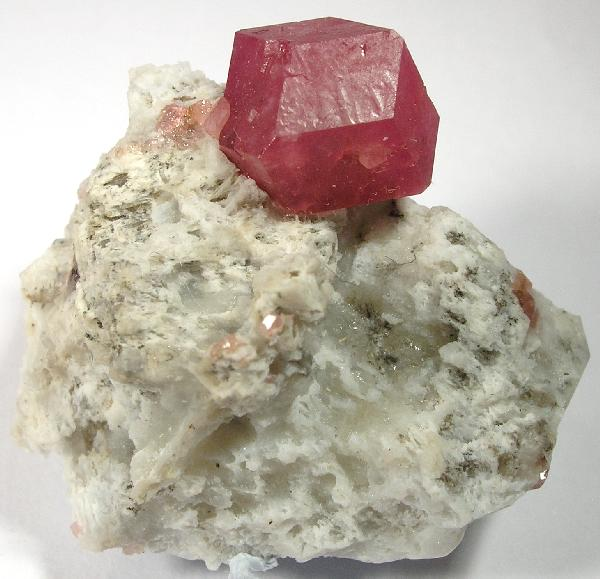
گارنت سرخ

بهرمان نام دیگری برای الماندین سرخ است که به روش دامله تراش خورده و به شکل صاف و محدب درآمده است. به صورت سنتی بهرمان به هر نوع گوهرسنگ قرمز به ویژه گارنت سرخ اطلاق می‌شده است. از آنجا که سه نوع گوهرسنگ بیجاده، لعل، و یاقوت شباهت ظاهری فراوانی به یکدیگر دارند و در گذشته روش تشخیص آزمایشگاهی وجود نداشته است، هر سه نوع سنگ را به نام بهرمان طبقه‌بندی می‌کردند. نام انگلیسی بهرمان Carbuncle است که از ریشه لاتین به معنای ذغال گداخته می‌آید.

### کتاب مقدس[۶]
در چندین بخش کتاب مقدس به سنگهای قیمتی اشاره شده است که به نامهای گوناگونی ترجمه شده‌اند. در ترجمه قدیمی فارسی، که به همت انجمن کتاب مقدس بریتانیا و خارجی منتشر شد، در آیات زیر به بهرمان اشاره شده است:
- خروج ۲۸: ۱۸[۷] و ۳۹: ۱۱ هر دو آیه سنگ بهرمان (عبری: נֹ֥פֶךְ  لاتین: nōp̄eḵ) را به عنوان سنگ چهارم پیش‌سینه کاهن برمی‌شمارند.
- حزقیال ۲۸: ۱۳[۸] در نکوهش پادشاه صور از شیطان می‌گوید و وضعیت او را پیش از سقوط یادآور می‌شود که مزین به سنگهای گرانبها منجمله بهرمان بود.
- اشعیا ۵۴: ۱۲[۹] از بهرمان (عبری: אֶקְדָּ֑ח  لاتین: ’eqdāḥ) استفاده می‌کند تا ارزش برکت خداوند برای زن نازا را بیان کند.